# 동아시아 경기 대회 야구

동아시아 경기 대회 야구종목은 2013년 제6회 텐진 동아시아 경기대회부터 정식 종목으로 시작되었다. 동아시아 경기 대회 회원국 9개국 중에 북한, 마카오를 제외한 7개국(대한민국, 중화민국, 일본, 중화인민공화국, 괌, 홍콩, 몽골)이 야구 종목에 출전했다. 하지만 동아시아 경기 대회가 2013년을 마지막으로 폐지되는 바람에 현재로서 야구 종목은 2013년 대회가 처음이자 마지막 대회가 되었다.

## 대회 결과
| 연도 | 개최지     |      | 우승     | 준우승        | 3위 | 참가국수 |
| ---- | ---------- | ---- | -------- | ------------- | --- | -------- |
| 2013 | 중국, 텐진 | 일본 | 대한민국 | 중화 타이베이 | 7   |          |

## 국가별 참가 기록
| 국가           | 2013 |
| -------------- | ---- |
| 괌             | 5위  |
| 대한민국       | 2위  |
| 몽골           | 7위  |
| 일본           | 1위  |
| 중화인민공화국 | 4위  |
| 중화 타이베이  | 3위  |
| 홍콩           | 6위  |
| 국가 수        | 7    |